# Volvo S60
Volvo S60 — спортивный седан среднего класса, производимый шведской компанией Volvo с 2001 года. Третье поколение автомобиля представлено в 2018 году.

## Первое поколение
S60 был выполнен в дизайне Volvo, отличающимся от тех, что имели автомобили этой марки в 80-х и начале 90-х. Дизайн S60 так же, как и S80, разработал Питер Хорбари, пришедший в Volvo в 1992 году. Автомобиль построен на платформе P2, использованной также при построении моделей S80, V70 и XC90.

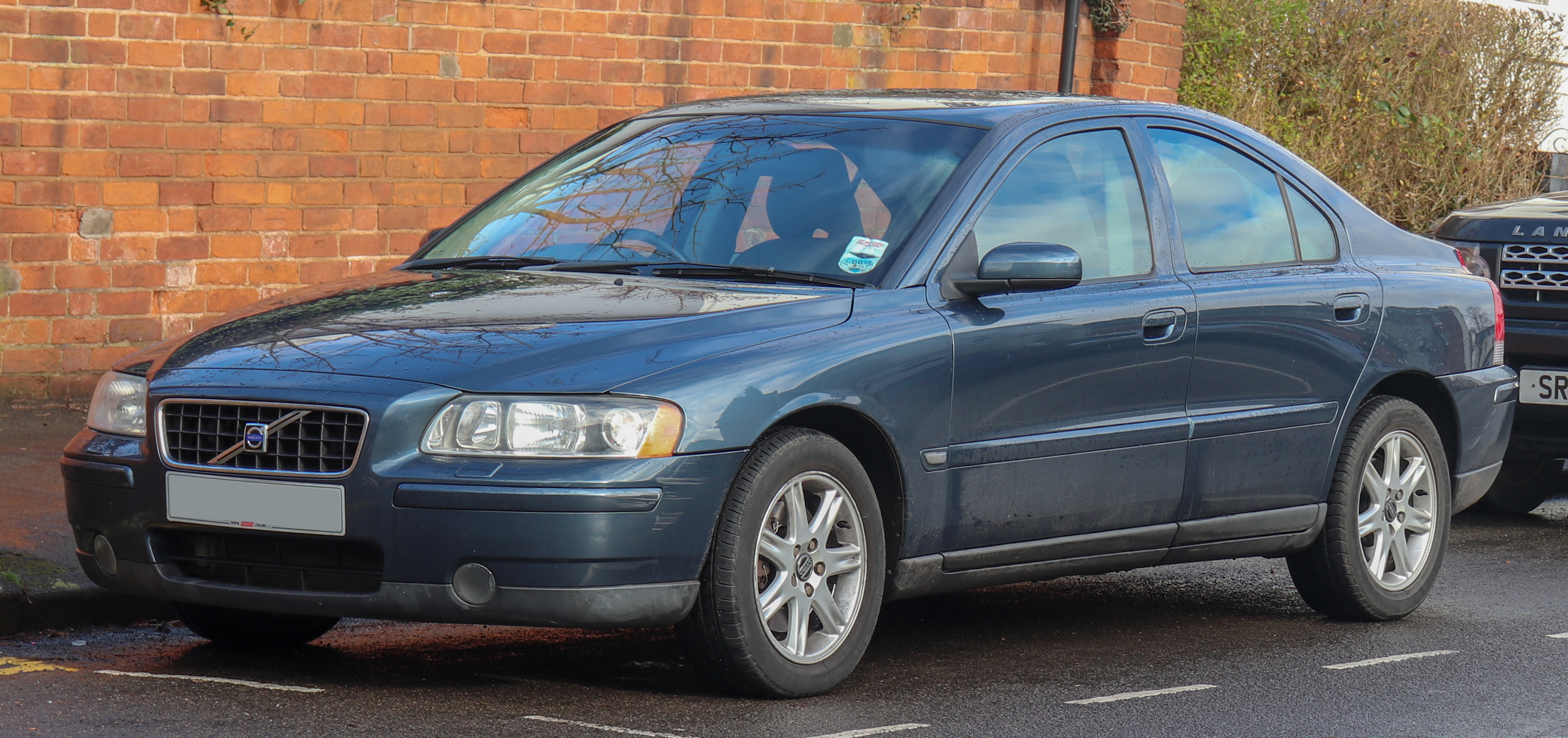
Рестайлинг

В 2005 году был сделан рестайлинг. Молдинги по бокам и на бамперах стали окрашиваться в цвет кузова, также автомобиль получил новые фары. А мощность двигателя T5 была увеличена на 10 лошадиных сил.

### S60 R
Впервые Volvo S60 R с полным приводом AWD представлена в 2003 году. Автомобили 2004—2005 годов комплектовались 6-ступенчатой механической или 5-ступенчатой автоматической трансмиссией. На машинах с автоматической трансмиссией было ограничено использование крутящего момента. С 2006 года стали устанавливать 6-ступенчатый автомат. Ограничения на использование крутящего момента осталась на первых двух передачах. Также на S60 R устанавливаются тормозные диски Brembo, 18" литые диски Pegasus и адаптивная подвеска с тремя режимами на выбор: комфорт, спорт и расширенный. S60 R является продолжением спортивной серии, начавшейся в 1995 году с модели 850 T-5 R.

### Продажи
| Рынок      | 2001  | 2002  | 2003               | 2004  | 2005              | 2006  | 2007  | 2008 | 2009 |
| ---------- | ----- | ----- | ------------------ | ----- | ----------------- | ----- | ----- | ---- | ---- |
| Швеция     | 11879 | 9235  | 7447               | 5531  | 5118              | 3952  | 2862  | 1688 | 801  |
| США        | 2799  | 38546 | 35346              | 27860 | 24722             | 25779 | 18521 | 8966 | 5895 |
| Канада     | 2799  | 3227  | 2946               | 2886  | 2205              | 1978  | 1425  | 541  | 145  |
| Франция<   | 1739  | 2749  | 2490               | 2331  | 1693              | 1371  | 1041  | 817  | 642  |
| Нидерланды | 4514  | 4124  | 2937               | 2220  | 1883              | 1578  | 1321  | 984  | 892  |
| Россия     | 514   |       | 1532 за 10 месяцев | 1581  | 1083 за 9 месяцев | 2547  | 3537  | 2715 | 728  |

### Безопасность
| Euro NCAP                                 | Euro NCAP | Euro NCAP | Euro NCAP |
| ----------------------------------------- | --------- | --------- | --------- |
| Рейтинги                                  | Пассажир  |           | 28        |
| Рейтинги                                  | Пешеход   |           | 14        |
| Протестированная модель: Volvo S60 (2001) |           |           |           |

## Второе поколение
Второе поколение S60 появилось в 2010 году, модельный год заявлен как 2011. Volvo S60 второго поколения предлагается в кузовах седан и универсал.
Новые поколения моделей Volvo S60, V50 и XC60 построены на платформе Volvo P24. Седан позиционируется как конкурент BMW 3 series, Audi A4 и Mercedes-Benz C-Klasse, Lexus IS, Cadillac ATS. Также как и предшественник, Volvo S60 2011 модельного года производится на заводе в Гётеборге в Швеции и в Генте в Бельгии. Продажи на европейском, китайском и американском рынках стартовали в августе 2010 года.
В новом S60 компания Volvo традиционно для себя сделала ставку на безопасность, оснастив автомобиль множеством электронных систем помощи водителю. В частности, устанавливается система слежения за слепыми зонами, система слежения за разметкой, система анализа усталости водителя, а также система предотвращения наезда на пешехода. В основе последней лежит использование радара и видеокамеры, с помощью которых электроника распознает человека на пути автомобиля и начинает экстренное торможение в случае угрозы столкновения.
Для Volvo S60 2011 модельного года предлагались три двигателя: два 5-цилиндровых турбодизеля объёмом 2 литра (163 л. с.) и 2,4 литра (205 л. с.) и 3-литровый бензиновый силовой агрегат (304 л. с.). Доступные коробки передач — 6-ступенчатые МКПП и АКПП. Последняя агрегатируется с бензиновым мотором уже в стандартном исполнении.

### Рестайлинг

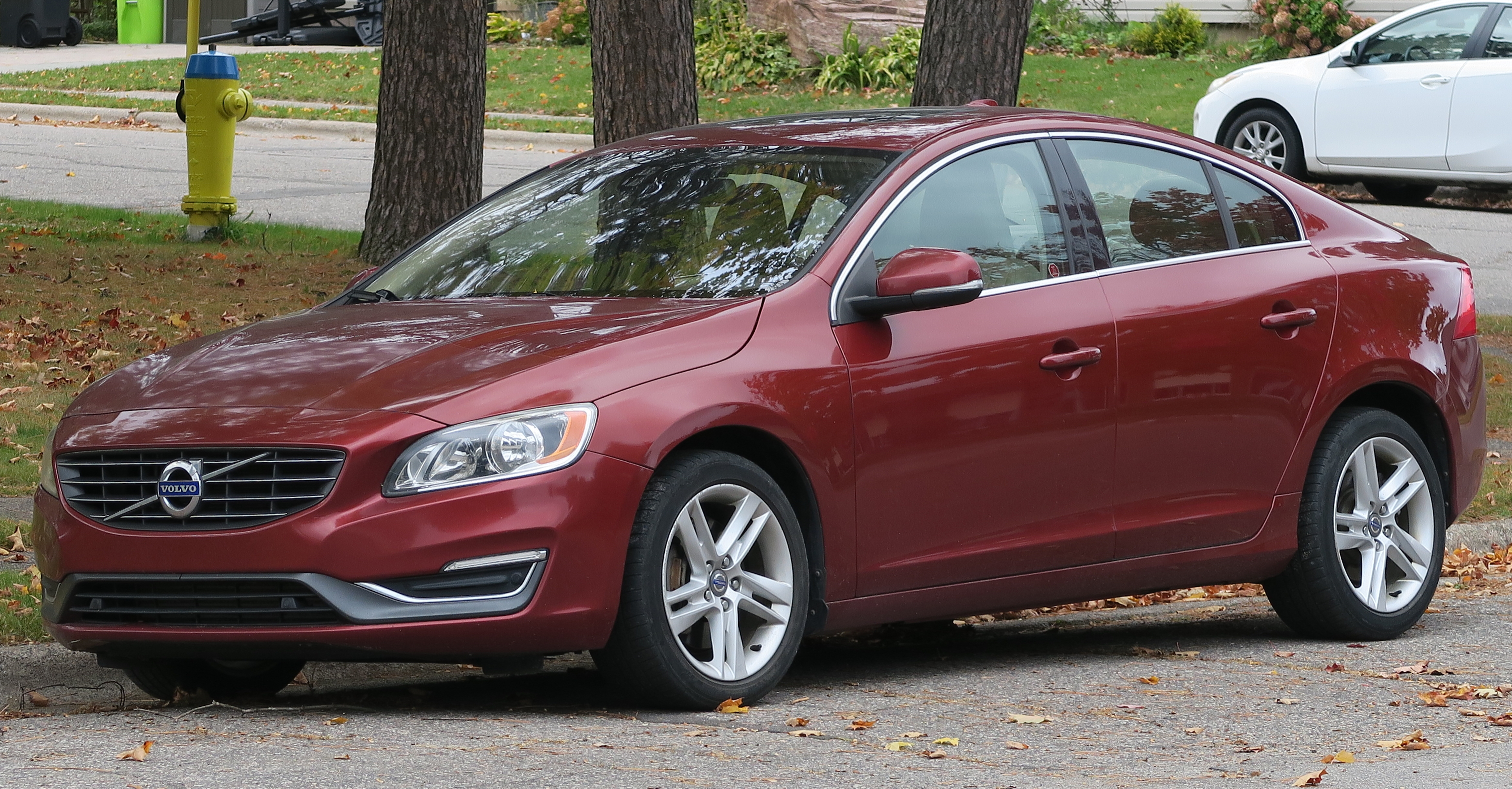
Рестайлинг

На Женевском автосалоне в 2013 году дебютировал обновленный седан. В ходе модернизации изменилось оформление передней части, в салоне появился цифровой щиток приборов и подрулевые переключатели у версий с АКП. Улучшились топливные показатели двигателей, стала доступна спортивная подвеска. Обновлённая модель получила новые двигатели семейства Drive-E, соответствующие нормам Euro 6. Четырёхцилиндровые двигатели Drive-E имеют объём 1,5 литра (152 л. с.) и 2,0 литра (190—306 л. с.) и работают в сочетании с новыми АКПП — 7-ступенчатая TF-71SC и 8-ступенчатая TG-81SC.

### Volvo S60 Cross Country
На Детройтском автосалоне в 2015 году состоялась премьера модификации S60 Cross Country, которая отличается от базового седана увеличенным дорожным просветом и внешним декором. Машина оснащается бензиновыми и дизельными двигателями, передним или полным приводом. В версии Cross Country также продаётся V60.

#### Виды двигателей
Бензин
| Название модели      | Мощность (л. с.@при оборотах) | Крутящий момент (Н·м.@при оборотах) | Объём двигатели (см³) | Модель №                  | Описание                                                                                   |
| -------------------- | ----------------------------- | ----------------------------------- | --------------------- | ------------------------- | ------------------------------------------------------------------------------------------ |
| T3 (2011—2015)       | 150@5700                      | 240@1600-4000                       | 1595                  | B4164T3                   | Рядный четырёхцилиндровый бензиновый двигатель с турбонаддувом и непосредственным впрыском |
| T4 (2011—2015)       | 180@5700                      | 240@1600-5000                       | 1595                  | B4164T                    | Рядный четырёхцилиндровый бензиновый двигатель с турбонаддувом и непосредственным впрыском |
| 2.0T (2010)          | 203@6000                      | 300@1750-4000                       | 1999                  | B4204T6                   | Рядный четырёхцилиндровый бензиновый двигатель с турбонаддувом и непосредственным впрыском |
| T5 (AWD) (2011—2015) | 249@5500                      | 360@1800-4000                       | 2521 (2497)           | B5254T5 (/T14/T12 на FWD) | Рядный пятицилиндровый бензиновый двигатель с турбонаддувом и непосредственным впрыском    |
| T6 AWD (2010—2015)   | 304@5600                      | 440@2100-4200                       | 2953                  | B6304T4                   | Рядный шестицилиндровый бензиновый двигатель с турбонаддувом                               |
| T3 Drive-E (2015-)   | 152@5000                      | 250@1700-4000                       | 1498                  | B4154T4                   | Рядный четырёхцилиндровый бензиновый двигатель с турбонаддувом                             |
| T4 Drive-E (2015-)   | 190@4700                      | 300@1300-4000                       | 1969                  | B4204T19                  | Рядный четырёхцилиндровый бензиновый двигатель с турбонаддувом                             |
| T5 Drive-E (2014-)   | 245@5500                      | 350@1500-4800                       | 1969                  | B4204T11                  | Рядный четырёхцилиндровый бензиновый двигатель с турбонаддувом                             |
| T6 Drive-E (2015-)   | 306@5700                      | 400@2100-4800                       | 1969                  | B4204T9                   | Рядный четырёхцилиндровый бензиновый двигатель с турбонаддувом и компрессором              |

Дизель
| Название модели  | Мощность (л. с.@при оборотах) | Крутящий момент (Н·м.@при оборотах) | Объём двигатели (см³) | Модель № | Описание                                                      |
| ---------------- | ----------------------------- | ----------------------------------- | --------------------- | -------- | ------------------------------------------------------------- |
| D2 DRIVe (2011-) | 115@3600                      | 270@1750                            | 1560                  | D4162T ? | Рядный четырёхцилиндровый дизельный двигатель с турбонаддувом |
| D3 (2010-)       | 163@2900                      | 400@1400-2850                       | 1984                  | D5204T2  | Рядный пятицилиндровый дизельный двигатель с турбонаддувом    |
| D5 (2010-)       | 205@4000                      | 420@1500-3250                       | 2400                  | D5244T10 | Рядный пятицилиндровый дизельный двигатель с турбонаддувом    |
| D5 AWD (2010-)   | 205@4000                      | 420@1500-3250                       | 2400                  | D5244T10 | Рядный пятицилиндровый дизельный двигатель с турбонаддувом    |

Биоэтанол Е85
| Название модели | Мощность (л. с.@при оборотах) | Крутящий момент (Н·м.@при оборотах) | Объём двигатели (см³) | Модель № | Описание                                                                                       |
| --------------- | ----------------------------- | ----------------------------------- | --------------------- | -------- | ---------------------------------------------------------------------------------------------- |
| T4F (2011-)     | 180@5700                      | 240@1600-5000                       | 1595                  | B4164T_  | E85/бензиновый рядный четырёхцилиндровый двигатель с турбонаддувом и непосредственным впрыском |

### Безопасность
Автомобиль прошёл тест Euro NCAP в 2012 году:
| Euro NCAP                                                                           | Euro NCAP | Euro NCAP | Euro NCAP             |
| ----------------------------------------------------------------------------------- | --------- | --------- | --------------------- |
| · общий рейтинг                                                                     |           |           |                       |
| 93%                                                                                 | 83%       | 65%       | 100%                  |
| взрослый пассажир                                                                   | ребёнок   | пешеход   | активная безопасность |
| Протестированная модель: Volvo V60 2,4 дизель плаг-ин-гибрид «Momentum», LHD (2012) |           |           |                       |

Автомобиль прошёл тест Euro NCAP в 2018 году:
| Euro NCAP                                             | Euro NCAP | Euro NCAP | Euro NCAP             |
| ----------------------------------------------------- | --------- | --------- | --------------------- |
| · общий рейтинг                                       |           |           |                       |
| 96%                                                   | 84%       | 74%       | 76%                   |
| взрослый пассажир                                     | ребёнок   | пешеход   | активная безопасность |
| Протестированная модель: Volvo V60 D4 Momentum (2018) |           |           |                       |

### Цена
| Рынок/Модель   | Volvo S60     | Volvo V60     |
| -------------- | ------------- | ------------- |
| Россия         | 1 099 000 RUB | 1 296 000     |
| США            | 31 900 USD    | -             |
| Канада         | 39 150 CAD    | -             |
| Швеция         | 239 000 SEK   | 249 000 SEK   |
| Германия       | 28 150 EUR    | 29 750 EUR    |
| Великобритания | 20 250 GBP    | 21 450 GBP    |
| Франция        | 28 300 EUR    | 29 700 EUR    |
| Италия         | 28 820 EUR    | 30 320 EUR    |
| Испания        | 28 800 EUR    | 30 450 EUR    |
| Австрия        | 27 700 EUR    | 29 700 EUR    |
| Эстония        | 25 633 EUR    | 26 593 EUR    |
| Финляндия      | 33 223 EUR    | 34 847 EUR    |
| Норвегия       | 312 300 NOK   | 327 300 NOK   |
| Дания          | 420 007 DKK   | 435 004 DKK   |
| Швейцария      | 38 600 CHF    | 40 600 CHF    |
| Нидерланды     | 29 995 EUR    | 31 995 EUR    |
| Бельгия        | 27 990 EUR    | 29 490 EUR    |
| Япония         | 3 790 000 JPY | 3 990 000 JPY |
| Израиль        | 194 900 ILR   | н/д           |
| Чехия          | 718 000 CZK   | 755 500 CZK   |
| Китай          | 322 900 CNY   | 322 900 CNY   |
| Латвия         | 18 387 LVL    | 19 073 LVL    |

### Продажи
| Рынок          | 2010      | 2011       | 2012      | 2013   |
| -------------- | --------- | ---------- | --------- | ------ |
| Швеция         | 2047/1594 | 3395/12411 | 14301     | 14174  |
| Великобритания |           | 2815/3106  | 2533/5329 |        |
| Германия       | 2329      | 10627      | 8109      | 4685   |
| Россия         | 656/0     | 2373/63    | 2999/41   |        |
| США            | 1437/0    | 21282/0    | 23356/0   |        |
| Канада         | 208/0     | 1519/0     | 1525/0    | 1374/0 |
| Франция        | 684/251   | 1443/2296  |           | 2280   |
| Нидерланды     | 758/72    | 1558/2718  | 1425/2385 |        |
| Финляндия      | 398/133   | 806/1303   | 604/1298  |        |
| Швейцария      |           |            |           | /1428  |
| Чехия          |           |            |           | 58/131 |

В США Volvo V60 появится на рынке не ранее января 2014 года.

### Отзывы в прессе
- Наиболее тепло новинку восприняли авторы журнала Top Gear

И знаете что?…Она стала совсем другой, и это огромный качественный рывок вперёд.

## Третье поколение

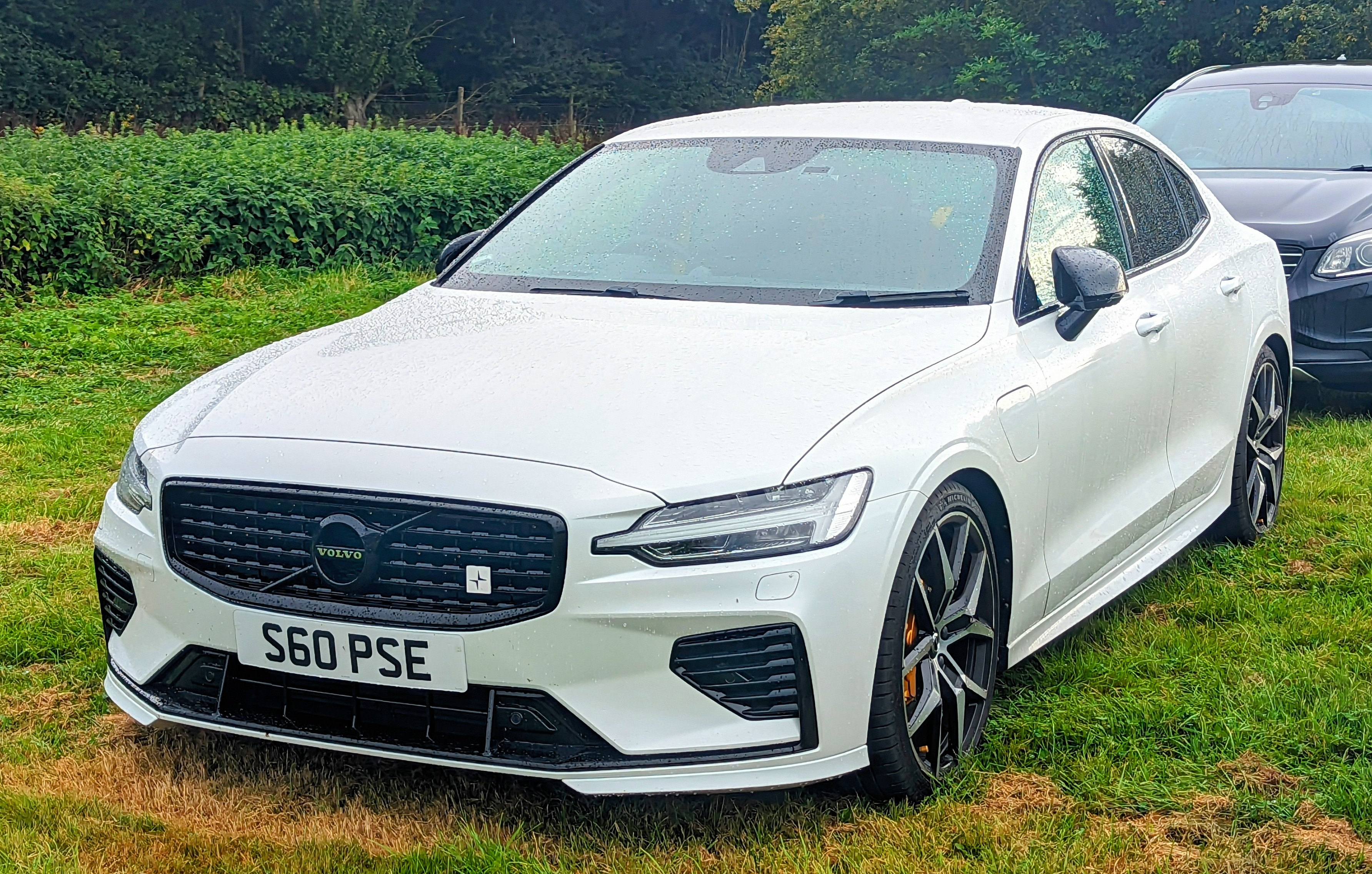
S60

Поступило в продажи в октябре 2018 года. Это первый случай в истории компании, когда модель седана (считается основной) представлена раньше универсала. В 2024 году S60 сняли с производства, но оставили универсал V60.